# Ерік Веллвуд
Ерік Веллвуд (англ. Eric Wellwood; 6 березня 1990, м. Віндзор, Канада) — колишній канадський хокеїст, лівий нападник, нині тренер. 
Виступав професійно за «Філадельфія Флайєрс» у Національній хокейній лізі.
Виступав за «Віндзор Спітфайєрс» (ОХЛ), «Адірондак Фантомс» (АХЛ), «Філадельфія Флайєрс».
В чемпіонатах НХЛ — 31 матч (5+5), у турнірах Кубка Стенлі — 11 матчів (0+0).
Брат: Кайл Веллвуд.